# HC Asiago
Der Hockey Club Asiago (früher auch Asiago Hockey 1935, Asiago Hockey Associazione Sportiva) ist ein italienischer Eishockeyverein aus Asiago, Venetien, der in der grenzübergreifenden Alps Hockey League spielt und zuvor Mitglied der ICE Hockey League und der italienischen Serie A war.
Der Verein war achtmal Italienischer Meister (2001, 2010, 2011, 2013, 2015, 2020, 2021 und 2022). Weitere Erfolge waren der Gewinn der Coppa Italia, des italienischen Eishockeypokalwettbewerbs, 1991, 2000 und 2001 sowie der Gewinn der Supercoppa Italiana im Jahr 2003, 2013, 2015, 2020, 2021, und 2022.

## Geschichte
Gegründet wurde der Club 1935, seine Heimspiele trägt Asiago im 3.500 Zuschauer fassenden Pala Hodegart aus.
In der Saison 2016/17 gehörte der Verein zu den Gründungsmitgliedern der grenzübergreifenden Alps Hockey League. Diesen Wettbewerb konnte der Verein im Jahr 2017/18 und 2021/22 gewinnen.
2022 bewarb sich Asiago für eine Teilnahme an der ICE Hockey League und wurde im Juli 2022 als 14. Team in die Liga aufgenommen. Zunächst erhielt Asiago eine Probemitgliedschaft der ICEHL, die 2024 um ein weiteres Jahr unter Auflagen verlängert wurde. Aufgrund finanzieller Schwierigkeiten und der Nichterfüllung der Auflagen wurde Asiago 2025 aus der ICEHL ausgeschlossen. Im Zuge dessen bildete sich ein neuer Verein, der Hockey Club Asiago, der den Spielbetrieb der Profimannschaft übernahm und ein Startrecht für die Alps Hockey League erlangte.

## Trainer

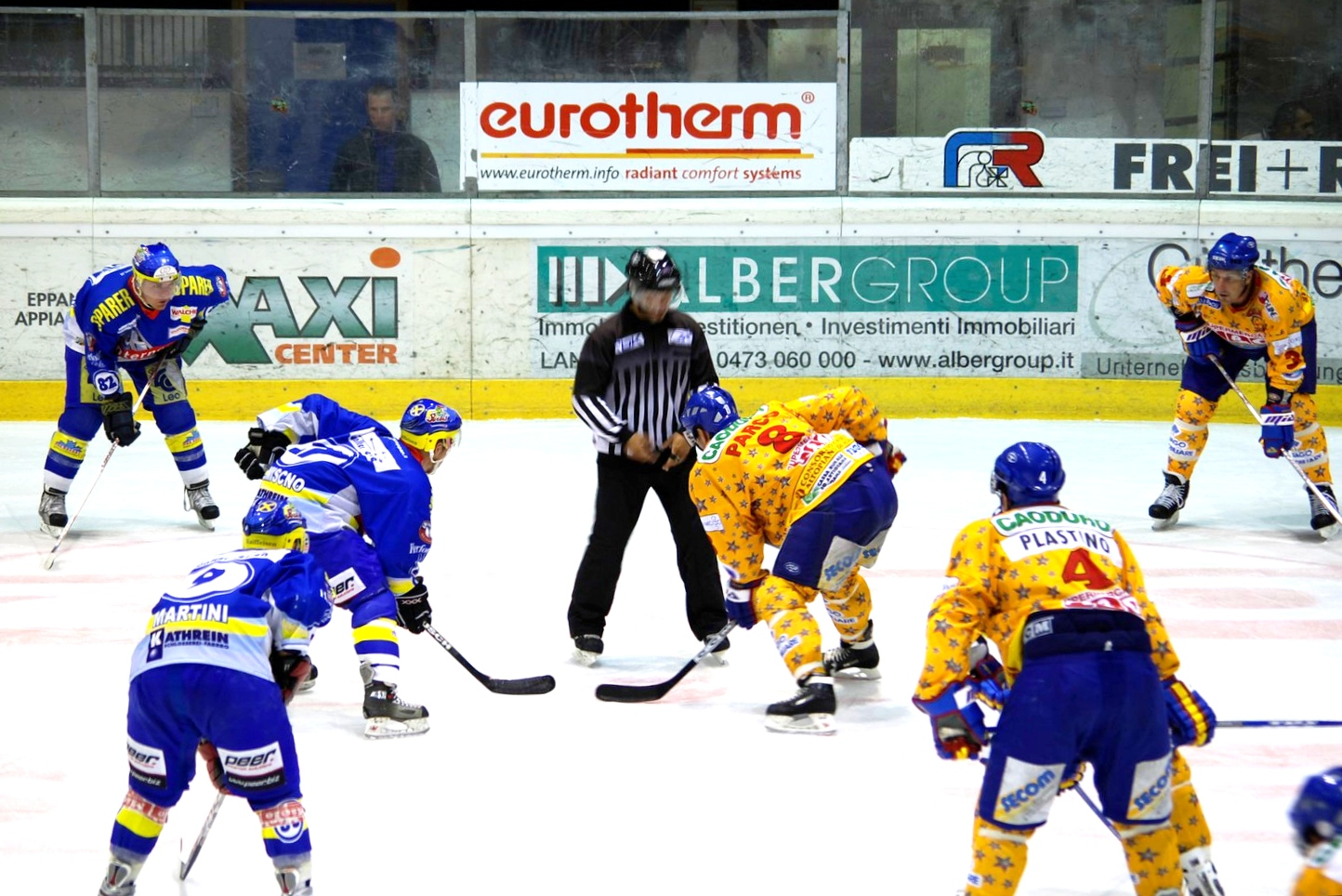
Puckeinwurf (Bully) beim Spiel HC Eppan gegen Asiago

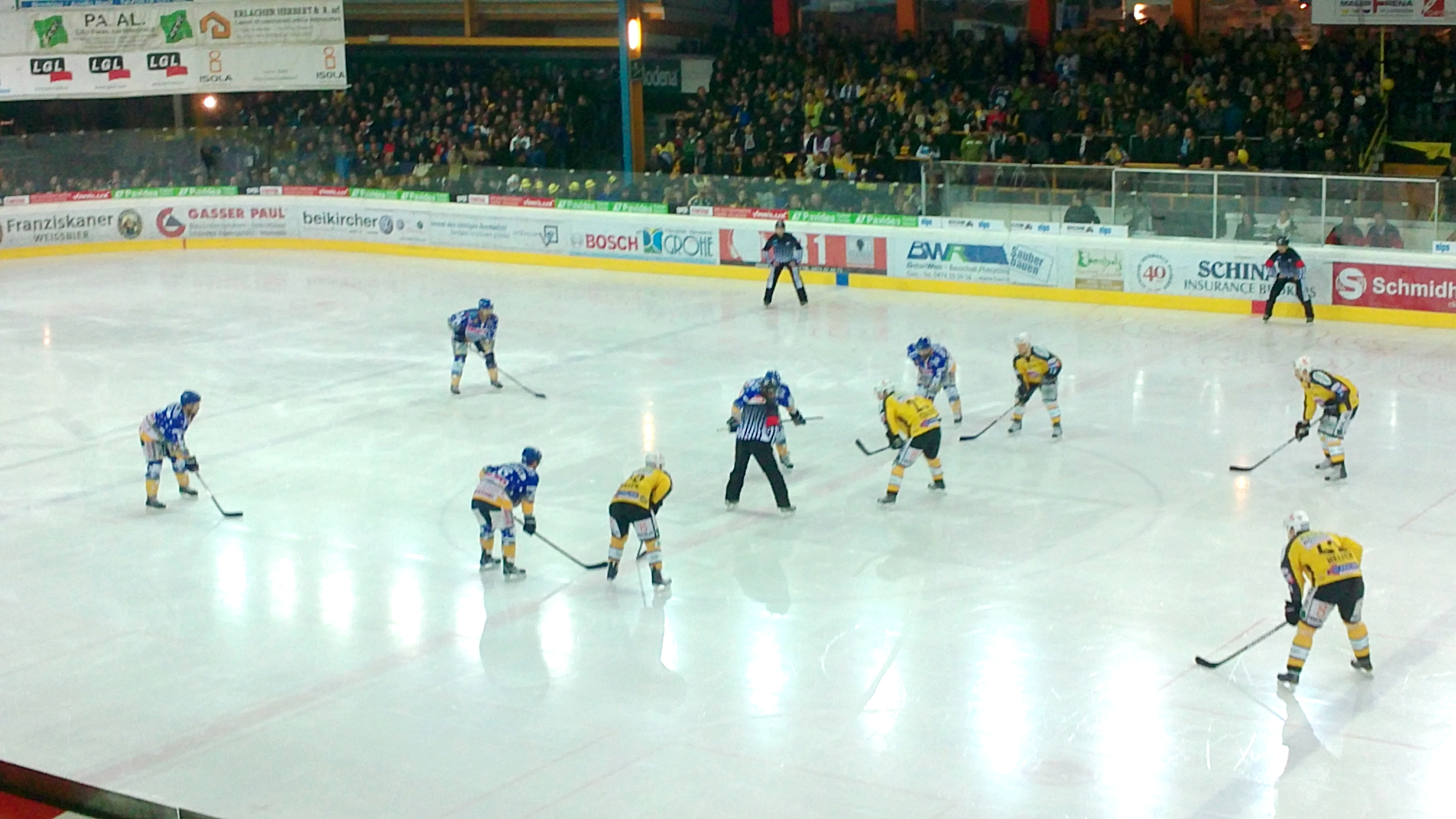
Erster Puckeinwurf Finalspiel 2010/11 Pustertal-Asiago

| Zeit           | Trainer                       |
| -------------- | ----------------------------- |
| 1935/36        | Giuseppe Timpano              |
| 1976/77        | Mario Lievore                 |
| 1989/90        | Ron Chipperfield              |
| 1990           | Mike McNamara                 |
| 1990–1992      | Tony Zappia                   |
| 1992           | Dave Chambers, Paul Arsenault |
| 1992/93        | Doug Mason                    |
| 1993/94        | Pavel Kaučič                  |
| 1994/95        | Jeff Brick                    |
| 1995/96        | Luciano Basile                |
| 1996/97        | Dale McCourt                  |
| 1997/98        | Bruno Baseotto                |
| 1998/99        | Bruno Baseotto, Bob Manno     |
| 1999/2000      | Pat Cortina                   |
| 2000–2003      | Benoît Laporte                |
| 2003/04        | Paulin Bordeleau              |
| 2004/05        | John Parco                    |
| 2005/06        | Tony Martino                  |
| 2006/07        | Enio Sacilotto                |
| 2007           | John Tucker                   |
| 2007–2009      | Jim Camazzola                 |
| 2009–2010      | John Harrington               |
| 2010–2012      | John Tucker                   |
| 2012–2015      | John Parco                    |
| 2015–2016      | Patrice Lefebvre              |
| 2016–2018      | Tom Barrasso                  |
| 2018           | Scott Beattie                 |
| 2018–2019      | Ron Ivany                     |
| 2019–2020      | Barry Smith                   |
| 2020–2021      | Petri Mattila                 |
| 2021–2024      | Tom Barrasso                  |
| 2024           | Ron Fogarty                   |
| Dez. 2024–2025 | Giorgio De Bettin             |
| seit 2025      | John Parco                    |

## Meisterkader

### 2001
| Fabio Armani – Gianfranco Basso – Chad Biafore – Pierangelo Cibien – Dave Craievich – Giorgio De Bettin – Patrick Deraspe – Stefano Frigo – Aljaksandr Haltschenjuk – François Gravel – Éric Lecompte – Giovanni Marchetti – Riccardo Mosele – Steve Palmer – Luca Rigoni – Andrea Rodeghiero – Luca Roffo – Cristiano Sartori – Gianluca Schivo – Michele Strazzabosco – Lucio Topatigh – Valentino Vellar – Franco Vellar Trainer: Benoît Laporte |

### 2010
| Torhüter: Daniel Bellissimo, Alessandro Tura Verteidiger: Carter Trevisani, Mika Lehtinen, Matt De Marchi, Nick Plastino, Enrico Miglioranzi, Marco Rossi, Michele Strazzabosco Angreifer: Claudio Isabella, John Parco, Nicola Tessari, David Borrelli, Mirko Presti, Joe Zappala, Matteo Tessari, Ralph Intranuovo, Layne Ulmer, Vince Bellissimo, Michael Henrich, Federico Benetti, Andrea Rodeghiero, Filippo Busa Trainerstab: John Harrington, John Tucker, Franco Vellar |

### 2011
| Torhüter: Daniel Bellissimo, Gianfilippo Pavone Verteidiger: Ladislav Benýšek, Andrea Strazzabosco, Enrico Miglioranzi, Matt De Marchi, Nick Plastino, Marco Rossi, Andrea Gorza, Michele Strazzabosco Angreifer: John Parco, Nicola Tessari, Dave Borrelli (C), Mirko Presti, Michele Stevan, Matteo Tessari, Raffaele Intranuovo, Layne Ulmer, Fabio Lievore, Michael Henrich, Adam Henrich, Federico Benetti, Filippo Busa, John Vigilante Trainerstab: John Tucker, Franco Vellar |

### 2013
| Torhüter: Tyler Plante, Alessandro Tura Verteidiger: Daniel Sullivan, Jeremy Rebek, Andrea Strazzabosco, Enrico Pesavento, Enrico Miglioranzi, Michele Stevan, Lorenzo Casetti, Stefano Marchetti, Michele Strazzabosco (A) Angreifer: Nicola Tessari, Dave Borrelli (C), Mirko Presti, Luca Rigoni, Matteo Tessari, Layne Ulmer, Sean Bentivoglio, Federico Benetti (A), Chris DiDomenico, Paul Zanette, Marco Magnabosco Trainerstab John Parco, Franco Vellar, Jimmy Canei |

### 2015
| Torhüter: Vincenzo Marozzi, Davide Mantovani, Alessandro Tura Verteidiger: Daniel Sullivan, Luca Mattivi, Andrea Strazzabosco, Nicola Munari, Enrico Miglioranzi, Lorenzo Casetti, Stefano Marchetti, Scott Hotham, Michele Strazzabosco (A) Stürmer: Nicola Tessari, David Borrelli (C), Mirko Presti, Anthony Nigro, Fabrizio Pace, Matteo Tessari, Michele Stevan, Layne Ulmer, Sean Bentivoglio, Diego Iori, Kevin DeVergilio, Federico Benetti (A), Simone Olivero, Marco Magnabosco Trainerstab: John Parco, Franco Vellar |

## Bekannte ehemalige Spieler
| - Darcy Robinson - Lucio Topatigh - Michele Strazzabosco - Jonathan Pittis - Dale Derkatch - John Parco - Frank Pietrangelo - Damian Surma - Mario Brunetta - Carter Trevisani - Brad Shaw - Jason Cirone - Cliff Ronning - Patrick Deraspe - Aljaksandr Haltschenjuk | - Ken Yaremchuk - Dušan Pašek - Tony Cimellaro - David Cooper - Martin Gendron - Dave MacIsaac - Doug Wickenheiser - Stéphane Quintal - Rico Fata - Sandy Pellegrino - Mario Simioni - Igor Stelnov - Daniel Gauthier - Stefan Bergkvist - Teeder Wynne | - John Wynne - Joe Ciccarello - Mathieu Dandenault - Levente Szuper - John Tucker - Aigars Cipruss - Jim Camazzola - Greg Hawgood - Fernando Pisani - Matthieu Descôteaux - Éric Houde - Kyle Rossiter - Mike Zanier |

### Gesperrte Trikotnummern
- # 5 Darcy Robinson
- # 27 Lucio Topatigh